# Trenulețul
Trenulețul este un film românesc din 1989 regizat de Isabela Petrașincu.

## Prezentare
Filmul de animație Trenulețul  a primit în 1989 Premiul ACIN pentru regie.